# Prokom Software
Prokom Software SA – polskie przedsiębiorstwo informatyczne istniejące w latach 1987–2008, założone przez Ryszarda Krauzego. Oferowało rozwiązania informatyczne dla dużych i średnich podmiotów gospodarczych i instytucji publicznych. Zajmowało się m.in. informatyzacją ZUS-u.
28 marca 2008 był ostatnim dniem notowania tej spółki na Giełdzie Papierów Wartościowych w Warszawie (w związku z włączeniem tej spółki do Asseco Poland SA). Do 20 marca 2008 wchodziła w skład indeksu WIG20.
Prokom Software SA został połączony z Asseco Poland SA poprzez przeniesienie majątku Prokomu na Asseco (łączenie przez przejęcie). W wyniku połączenia (które nastąpiło 1 kwietnia 2008) zniknęła marka „Prokom”.
Prokom Software SA był strategicznym sponsorem męskiej drużyny koszykarskiej Prokom Trefl Sopot.
Pierwsza siedziba firm z grupy Prokom znajdowała się na ulicy Balladyny w Gdyni-Orłowie.